# Ebenidium pogonotropis
Ebenidium pogonotropis là một loài thực vật có hoa trong họ Đậu. Loài này được (Jaub. & Spach) Kuntze mô tả khoa học đầu tiên năm 1891.